# Nacho Beristáin
Ignacio Beristáin, detto Nacho (Actopan, 31 luglio 1939), è un allenatore di pugilato messicano.
Considerato uno dei più grandi manager nella storia della boxe, è riconosciuto dall'International Boxing Hall Of Fame tra i più grandi non pugili di ogni tempo. Nella sua lunga carriera ha allenato campioni del calibro di Juan Manuel Márquez, Ricardo López, Daniel Zaragoza, Humberto González e numerosi altri  campioni mondiali.

## Biografia
In qualità di allenatore, nel 2006 divenne membro della World Boxing Hall of Fame (organismo poi soppresso). Il 7 dicembre 2010 fu invece inserito nella International Boxing Hall of Fame, assieme all'attore Sylvester Stallone ed agli ex campioni mondiali Julio César Chávez e Mike Tyson.